# 파리 메트로 13호선
파리 메트로 13호선(Ligne 13 du Métro de Paris)은 파리교통공단(RATP)이 운영하는 파리 메트로의 노선이다. 노선색은 하늘색으로 분기 노선인 것이 특징이다. 북쪽의 두 지선은 각각 아니에르쉬르센과 생드니를 연결하고 본선은 파리 서부를 지나 남쪽으로는 몽루주를 잇는다. 북쪽의 두 지선 노선이 통과하는 지역의 인구 밀도가 높고 지선 노선의 특성상 운행 빈도가 낮기 때문에 노선이 포화 상태에 이르게 되었으며, 특히 생라자르(Saint-Lazare)역 북쪽 구간이 그렇다. 혼잡을 완화시키기 위한 대책으로 14호선이 연장되었으며 14호선의 연장 구간 개통 이후 이용객이 감소하여 혼잡도가 다소 완화되었다. 이 노선은 1호선과 4호선에 이어 3번째로 2035년까지 무인 운전 시스템으로 전환될 예정이다.

## 노선 정보
- 총연장 : 24.4km
- 궤간 : 1435mm
- 역수 : 32
- 복선 구간 : 전 구간(우측통행)
- 전철 구간 : 전 구간(제3레일 방식, 직류750V)

## 연혁
- 1911년 2월 26일 : Nord-Sud사의 B선으로 생라자르(Saint-Lazare)∼포르트 드 생투앙(Porte de Saint-Ouen) 구간 개통.
- 1912년 1월 20일 : 라 푸르슈(La Fourche)∼포르트 드 클리시(Porte de Clichy) 북서쪽 지선 구간 개통.
- 1930년 : 파리 교통 공단의 전신인 파리 도시 철도 회사(Compagnie du chemin de fer métropolitain de Paris)가 Nord-Sud사를 매입.
- 1931년 3월 27일 : 노선명을 13호선으로 변경.
- 1937년 1월 21일 : 구 14호선 포르트 드 방브(Porte de Vanves)∼비앙브뉘(Bienvenüe) 구간 개통.
- 1937년 7월 27일 : 구 14호선 몽파르나스-비앙브뉘(Montparnasse-Bienvenüe)∼앵발리드(Invalides) 구간 연장 개통.
- 1952년 6월 30일 : 북쪽으로 Porte de Saint-Ouen∼카르푸르 플레옐(Carrefour Pleyel) 구간 연장 개통.
- 1973년 6월 27일 : 남쪽으로 Saint-Lazare∼미로메닐(Miromesnil) 구간 연장 개통.
- 1975년 2월 18일 : 남쪽으로 샹젤리제 - 클레망소(Champs-Élysées - Clemenceau) 구간 연장 개통.
- 1976년 6월 20일 : 북쪽으로 Carrefour Pleyel∼바질리크 드 생드니(Basilique de Saint-Denis) 구간 연장 개통.
- 1976년 11월 9일 : Champs-Élysées - Clemenceau∼Invalides 구간 연장 개통. 이후에 이어지는 구 14호선을 13호선에 병합. 남쪽으로 Porte de Vanves∼샤티옹 - 몽루주(Châtillon – Montrouge) 구간 연장 개통.
- 1980년 5월 9일 : Porte de Clichy∼가브리옐 페리(Gabriel Péri) 지선 구간 북서쪽 지선 연장 개통.
- 1998년 5월 25일 : 북쪽으로 Basilique de Saint-Denis∼생드니 - 위니베르시테(생드니 대학)(Saint-Denis – Université) 구간 연장 개통.
- 2008년 6월 14일 : Gabriel Péri∼생드니 - 레 쿠르티유(Les Courtilles) 구간 북서쪽 지선 연장 개통.

## 노선도 및 정거장

파리 메트로 13호선 노선도

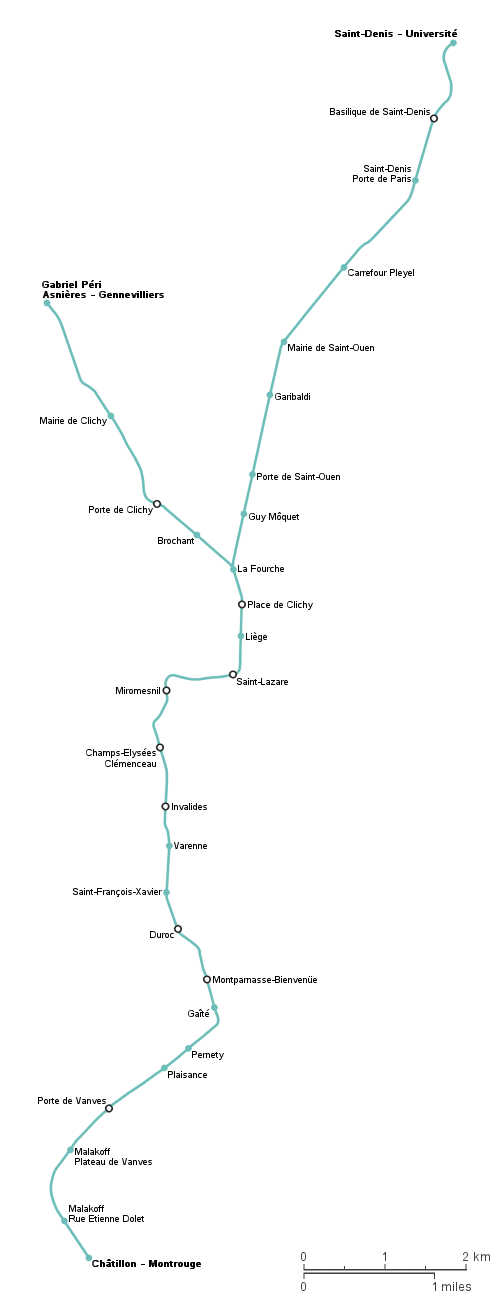
파리 메트로 13호선 노선도

## 같이 보기
- 파리 (프랑스)
- 지하철 목록

1. ↑  “Métro: la fréquentation de la ligne 13 en baisse depuis le prolongement de la ligne 14” (프랑스어). BFMTV. 2022년 10월 26일.
2. ↑  “Ile-de-France : La ligne 13 du métro va être entièrement automatisée à l’horizon 2035” (프랑스어). 20minutes. 2022년 8월 12일.